# Greatest Hits (album des Geto Boys)
Pour les articles homonymes, voir Greatest Hits.
Albums de Geto Boys
Da Good da Bad & da Ugly
(1998) The Foundation
(2005)
Greatest Hits est une compilation des Geto Boys, sortie le 19 novembre 2002.
L'album s'est classé 69e au Top R&B/Hip-Hop Albums.

## Liste des titres
| No  | Titre                             | Durée |
| --- | --------------------------------- | ----- |
| 1.  | Balls & My Word                   | 3:45  |
| 2.  | Scarface                          | 5:04  |
| 3.  | Mind Playin' Tricks               | 5:07  |
| 4.  | Straight Ganstaism                | 4:26  |
| 5.  | Six Feet Deep                     | 5:24  |
| 6.  | World Is a Geto                   | 4:23  |
| 7.  | Geto Boys & Girls                 | 5:59  |
| 8.  | Let a Hoe Be a Hoe                | 3:42  |
| 9.  | It Ain't                          | 4:31  |
| 10. | Mind of a Lunatic                 | 5:23  |
| 11. | Chuckie                           | 3:46  |
| 12. | Trigga Happy Nigga                | 4:46  |
| 13. | Crooked Officer                   | 4:08  |
| 14. | Gangsta (Put Me Down)             | 4:18  |
| 15. | Damn It Feels Good 2 Be a Gangsta | 5:07  |
| 16. | Geto Fantasy                      | 4:30  |

| 17. | The Answer to Baby (Mary II) | 4:17 |